# Deutsche Gesellschaft für die Vereinten Nationen
Die Deutsche Gesellschaft für die Vereinten Nationen (DGVN) ist ein eingetragener Verein und verfolgt die Aufgabe, die deutsche Öffentlichkeit über die Ziele, die Institutionen und die Aktivitäten der Vereinten Nationen (UN) zu informieren.

## Organisation
Die DGVN wurde 1952 als eingetragener gemeinnütziger Verein gegründet und ist seit 1966 Mitglied des Weltverbands der Gesellschaften für die Vereinten Nationen (WFUNA).
Ziel der DGVN ist es, die Aufmerksamkeit auf aktuelle Ereignisse in der Außen-, Entwicklungs-, Kultur- sowie Weltwirtschaftspolitik zu lenken. Des Weiteren will die DGVN Interesse für die Zusammenhänge internationaler Beziehungen wecken und zur Diskussion anregen. Ein Arbeitsschwerpunkt ist die kritische Begleitung der deutschen UN-Politik.
Die Vereinsarbeit finanziert sich aus einer institutionellen Zuwendung des Bundes, den Mitgliedsbeiträgen und Projektmitteln von Dritten, wobei hier öffentliche Projektmittel ausgegeben vom Bundesministerium für wirtschaftliche Zusammenarbeit und Entwicklung für die UN-bezogene entwicklungspolitische Öffentlichkeitsarbeit in der Regel 90 Prozent der Projektmittel von Dritten ausmachen.
Die institutionelle Förderung der deutschen Bundesregierung für die DGVN betrug in den Jahren 2010 und 2011 jährlich 588.000 Euro.
Die DGVN hat fast 2000 Mitglieder.

### Vorstand
Der Vorstand besteht aus:
- Ekkehard Griep, (Berlin) (Vorsitzender)
- Karin Kortmann, (Düsseldorf) (stellv. Vorsitzende)
- Carolin Maluck (München) (stellv. Vorsitzende)
- Ekkehard Strauß, (Berlin) (stellv. Vorsitzender)
- Katharina Borchardt (München)
- Martin Kilgus, (Stuttgart)
- Sara Nanni MdB
- Anne Schilling (Berlin)
- Timo Vogler,  (Berlin)
- Vanessa Vohs (München)
- Thomas Weiler (Bonn)
- Max Zuber (Bayreuth)
- Detlef Dzembritzki (Berlin) (Ehrenvorsitzender)

### DGVN-Präsidium
Das Präsidium besteht aus:
- Gerhart Baum, Bundesminister des Innern a. D.
- Harald Braun, Botschafter a. D.
- Hans Otto Bräutigam, Botschafter a. D.
- Eberhard Brecht
- Thomas Bruha
- Klaus Dicke (Bundesvorstand 1987–2002; Vorsitz 1998–2002)
- Bärbel Dieckmann
- Hans D’Orville
- Martin Dutzmann
- Hans Eichel, Bundesminister a. D.
- Uschi Eid
- Manfred Eisele
- Alexander Gunther Friedrich, VN-Exekutivsekretär a. D.
- Sigmar Gabriel, Bundesminister a. D.
- Heike Hänsel, MdB
- Wilhelm Höynck, Botschafter a. D.
- Klaus Hüfner
- Karl Jüsten, Leiter des kath. Büros Berlin
- Angela Kane
- Inge Kaul[9]
- Karin Kortmann
- Manfred Kulessa[10]
- Armin Laschet
- Klaus Leisinger
- Kerstin Leitner
- Thomas Matussek, Head of Public Affairs Deutsche Bank AG
- Karin Nordmeyer
- Karl-Theodor Paschke, Botschafter a. D.
- Gunter Pleuger, Botschafter a. D.
- Beate Rudolf
- Michael Schaefer
- Wolfgang Schomburg
- Sabine von Schorlemer, sächsische Landesministerin für Kunst und Wissenschaft
- Peter Schumann
- Irmgard Schwaetzer
- Anja Seibert-Fohr
- Bruno Simma, Richter am Internationalen Gerichtshof (IGH)
- Michael Steiner, Botschafter
- Wolfgang Stöckl
- Rita Süssmuth, Bundestagspräsidentin a. D.
- Klaus Töpfer
- Christian Tomuschat
- Günther Unser[11]
- Hans-Joachim Vergau, Botschafter a. D.[12][13]
- Ernst Ulrich von Weizsäcker
- Heidemarie Wieczorek-Zeul, Bundesministerin für wirtschaftliche Zusammenarbeit und Entwicklung a. D.
- Almut Karimi
- Peter Wittig
- Rüdiger Wolfrum, Richter am Internationalen Seegerichtshof
- Christoph Zöpel, MdB a. D.

### DGVN-Generalsekretariat in Berlin
Generalsekretär der Deutschen Gesellschaft für die Vereinten Nationen ist seit Juli 2024 Peter Wittschorek. Vorgängerinnen im Amt waren seit Februar 2016 Lisa Heemann und von 2002 bis 2016 Beate Wagner.

### Landesverbände
Es gibt folgende Landesverbände:
- Baden-Württemberg[18]
- Bayern[19]
- Berlin-Brandenburg[20]
- Hessen[21]
- Nord[22]
- Nordrhein-Westfalen[23]
- Sachsen, Sachsen-Anhalt, Thüringen[24]

## Veranstaltungen
Das Generalsekretariat (Sitz in Berlin) und die Landesverbände der DGVN veranstalten öffentliche Vorträge, Forumsdiskussionen, Symposien sowie Studienreisen. Die Teilnehmer kommen aus Politik, Wissenschaft, dem NGO-Bereich und der Wirtschaft.

## Publikationen
Als eine Informations- und Dokumentationsstelle für die Vereinten Nationen in Deutschland publiziert die DGVN deutschsprachige Literatur zu UN-Themen in verschiedenen Formaten:
- Zeitschrift „Vereinte Nationen“: Die wissenschaftliche Zweimonatsschrift behandelt Themen aus dem gesamten Spektrum der Vereinten Nationen. Sie bietet Analysen, Berichte und Dokumentationsübersichten in deutscher Sprache.[26]

- Eine-Welt-Presse: Populäre Themenzeitung zu Nord-Süd-Fragen und Aspekten der multilateralen Entwicklungspolitik.[27]

- UN-Basis-Informationen: Grundlegende Informationen über Organe und Sonderorganisationen der Vereinten Nationen sowie UN-Aktivitäten.[28]

- Blaue Reihe: In dieser Reihe erscheinen in unregelmäßiger Abfolge sowohl Studien und Diskussionstexte zu UN-Themen als auch Tagungsdokumentationen.[29]

- DGVN-Texte: Die Buchreihe umfasst kostenpflichtige Verlagspublikationen, die in Zusammenarbeit mit dem UNO-Verlag erscheinen und ausführlich einzelne UN-Themen behandeln.[30]

- Policy Paper: Autoren der DGVN nehmen in dieser Reihe Stellung zu aktuellen Diskussionen im Bereich der UN und zur UN-Politik Deutschlands und der Europäischen Union.[31]

- Informationsdienst „Bevölkerung und Entwicklung“: Drei bis viermaljährlicher Service zur Information speziell zum Thema der Bevölkerungsentwicklung.[32]

- Bericht über die menschliche Entwicklung: Von der DGVN herausgegebene deutsche Ausgabe des „Human Development Report“ des Entwicklungsprogramms der Vereinten Nationen (UNDP). Dieser Bericht erscheint einmal jährlich und stellt die wirtschaftliche und soziale Entwicklung der Welt unter einem besonderen Aspekt (2001: Neue Technologien, 2003: Millenniums-Entwicklungsziele, 2004: Kulturelle Vielfalt, 2005: Handel und Sicherheit, 2006: Wasser- und Sanitärkrise) dar.[33]

Daneben geben und gaben die DGVN-Landesverbände eigene Podcasts heraus; aktuell (Stand: Oktober 2020) beispielsweise Sachsen/Sachsen-Anhalt/Thüringen mit UNhörbar.

## Ehrenmedaille
Seit 1977 verleiht die DGVN die Dag-Hammarskjöld-Ehrenmedaille.
Der Landesverband Berlin-Brandenburg der DGVN verleiht seit 1988 die Otto-Hahn-Friedensmedaille in Gold für herausragende Verdienste um Frieden und Völkerverständigung.